# Rolf Alsing
Rolf Arnold Engelbrekt Alsing, född 27 april 1948 i Alster i Värmland, är en svensk journalist och redaktör. Han är far till framlidne medieprofilen Adam Alsing.

## Biografi
Rolf Alsing växte upp i stadsdelen Norrstrand i Karlstad. Han studerade vid Göteborgs universitets filial i Karlstad, där han 1969 avlade filosofie kandidatexamen i ämnena ryska, litteraturhistoria och statskunskap. Han var då också redaktör för studenttidningen Klaraborgaren, som blev rikskänd under hans tid på tidningen.
Som aktiv i socialdemokratiska ungdomsförbundet, SSU, var Alsing i början av 1970-talet chefredaktör för SSU:s tidning Frihet. Därefter var han informationsombudsman i LO-tillhöriga Byggnadsarbetareförbundet innan han 1974 utsågs till chefredaktör på Nya Norrland i Ångermanland. 1980 blev han redaktionschef på Stockholms-Tidningen och vid nedläggningen av denna 1984 kom han som redaktionschef till Värmlands Folkblad. Han var chefredaktör för Aftonbladet mellan 1985 och 1987 och politisk chefredaktör från 1987 till 2001.
Alsing var politiskt sakkunnig hos finansminister Pär Nuder från 2004 till regeringen Perssons avgång 2006.
2003 publicerade Bonniers hans biografi om författaren Göran Tunström, Prästunge och maskrosboll. År 2005 publicerade Norstedts hans företagsbok Aftonbladet inifrån. Han bidrog 2010 till bokserien "Sveriges statsministrar under 100 år" med en biografi om Tage Erlander. 2011 gav han ut boken Fröding och kvinnorna på Hjalmarson & Högbergs förlag.

## Kritik
Rolf Alsing var kommunikationschef vid Karlstads universitet 2008–2009 och han kritiserades då han stängde av universitetslektorn Lennart Behrendtz från universitets debattforum. Kritikerna menade att detta var en följd av att Behrendtz där riktade kritik mot pedagogiklektorn Hans-Åke Scherp. Alsing själv motiverade avstängningen med att Behrendtz inte längre var anställd.